# Antic Ajuntament de Pujalt
L'Antic Ajuntament de Pujalt és una obra de Pujalt (Anoia) protegida com a Bé Cultural d'Interès Local.

## Descripció
És un edifici molt senzill de planta baixa i dos pisos i petites dimensions. Un fet curiós és que a la primera planta s'hi arriba per unes escales directament des del carrer. El parament és de pedra irregular i les portes tenen llindes de fusta. La coberta és de teula.

## Història
Durant la guerra civil de 1936-39 s'instal·là a Pujalt la base d'instrucció militar del 18è cos d'exercit republicà. L'edifici és situat al costat de la capella de la Puríssima Concepció, que en aquell moment feia funcions de centre cultural. Era doncs, un lloc important dins de les infraestructures del conjunt del campament.